# Médiathèque Nadia-Boulanger
La médiathèque Nadia-Boulanger est la médiathèque et la bibliothèque musicale du Conservatoire national supérieur de musique et de danse de Lyon.

## Localisation
La médiathèque Nadia-Boulanger est située au clos des Deux-Amants, dans les locaux occupés depuis 1988 par le Conservatoire national supérieur de musique et de danse de Lyon au 3 quai Chauveau dans le 9e arrondissement de la commune française de Lyon dans le département du Rhône en région Auvergne-Rhône-Alpes.

## Historique
La médiathèque est créée en 1980 avec les documents provenant du legs Nadia Boulanger. Les collections se sont enrichies pour compter en 2005 plus de 70 000 documents consultables sur place ou à partir d'un catalogue en ligne. Elle est un centre de ressources pour l'enseignement musical et pour les besoins de la recherche. D'un poste de bibliothécaire en 1988, l'équipe de la médiathèque s'est étoffée de trois postes en 1999 puis de six postes de bibliothécaires dotés d'une formation musicale et bibliothéconomique en 2005 sans compter les postes administratifs. L'informatisation du catalogue est réalisée dès 1989 à partir d'un cahier des charges élaboré en commun par les deux conservatoires de Paris et de Lyon. La médiathèque Nadia-Boulanger travaille en étroite collaboration avec l'Association internationale des bibliothèques, archives et centres de documentation musicaux.

## Fonds patrimoniaux légués à la médiathèque

### Legs Nadia Boulanger
« Je conserve tout. Vous comprenez, les partitions de ma grand-mère, je ne les vendrai pour rien au monde, j'aimerais mieux les donner, quand je prendrai mon billet sans retour, sans savoir à qui. »

— Nadia Boulanger, 
À la disparition de Nadia Boulanger, le 22 octobre 1979, les collections du considérable legs de la famille sont réparties par Annette Dieudonné, l'exécutrice testamentaire de Nadia, entre la fondation, l'université Harvard, la Bibliothèque nationale de France, le Musée de la musique de Paris, la Bibliothèque polonaise de Paris et la médiathèque du Conservatoire national supérieur de musique et de danse de Lyon qui se crée à la même date. Trois exigences conditionnent ce legs : que la bibliothèque porte le nom de Nadia Boulanger, que les collections soient conservées en salle de lecture et qu'un bibliothécaire en assure la conservation. Le 1er octobre 1981, Pierre Cochereau, directeur du conservatoire, nomme Marie-Noëlle Chailley responsable de la bibliothèque et confie à Roberte Machard la réalisation de l'inventaire des cent-quarante cartons de la bibliothèque de travail de Nadia Boulanger léguée au conservatoire.
Le fonds légué au Conservatoire est représentatif de la vie musicale du XIXe siècle : il s'agit des partitions d'opéra et des mélodies pour chant et piano du répertoire de la grand-mère de Nadia, Marie-Julie Halligner, artiste lyrique de l'Opéra-Comique, et des traités de chant de son père, Ernest Boulanger, prix de Rome et professeur de chant au Conservatoire de Paris. L'héritage familial est enrichi par Nadia qui constitue au fil du temps une collection représentant la tradition musicale savante occidentale depuis les Organa de Pérotin et l'Harmonice Musices Odhecaton d'Ottaviano Petrucci jusqu'aux compositions de Iannis Xenakis, Luciano Berio ou Tôn-Thât Tiêt. En dehors de quelques rares exceptions comme les Sei sonate per cembalo de Carl Philipp Emanuel Bach, le fonds du Conservatoire ne comporte cependant pas d'ouvrages antérieurs au XIXe siècle, ceux-ci ayant été légués à la Bibliothèque nationale de France.
Le fonds comprend 8 000 partitions et 953 ouvrages sur la musique, dédicacés à Nadia ou annotés par elle, parmi lesquels les dictionnaires et encyclopédies de François-Joseph Fétis, George Grove, Hugo Riemann, Albert Lavignac, des monographies sur des compositeurs, des traités d'harmonie, de fugue, de contrepoint, d'orchestration, de composition mais aussi le matériel d'orchestre et de chœur des œuvres de Lili et de Nadia et quatre manuscrits autographes de Nadia : Écoutez la chanson bien douce (1905), pour chant et piano sur le poème de Paul Verlaine, Selma (1907), pour deux voix et piano sur le poème de Georges Spitzmuller, Heures ternes (1914), pour chant et piano et Soir d'hiver (1915), manuscrit inachevé. 114 manustcrits d'élèves de Nadia complètent la collection.

### Legs Jean Martinon
En 1982, la famille de Jean Martinon, compositeur et chef d'orchestre Lyonnais mort le 1er mars 1976 à l'âge de 66 ans, fait donation au Conservatoire d'un fonds constitué de 1 500 partitions et de matériel d'orchestre, lequel est déposé à la régie de l'orchestre du conservatoire. Le fonds est accompagné d'un fichier comportant nom de l'auteur, titre de l'œuvre, dédicace, date de composition, instrumentation, date et lieu de création, durée, éditeur, indication du matériel, partition ou enregistrement sonore. Les exécutions sous la direction de Jean Martinon figurent au dos de chaque fiche. Les conducteurs sont annotés avec indication en bleu de l'entrée des instruments et soulignement des nuances en rouge. Gilbert Amy, lorsqu'il dirigeait l'orchestre du Conservatoire, utilisait fréquemment les conducteurs de Jean Martinon présents à la médiathèque.

### Legs Mondon
Le legs du docteur Mondon au Conservatoire en 1981 est constitué par la bibliothèque musicale d'Émile Veyron-Lacroix (1820-1857), pédagogue, prix de harpe au Conservatoire de Paris, organiste de la Cathédrale Notre-Dame-de-l'Assomption de Clermont-Ferrand, qui avait conservé les partitions de Claude Veyron-Lacroix (1789-1830) et Antoine Veyron-Lacroix (1765-), peut-être collaborateur de Jean-François Lesueur. Le fonds comprend des partitions d'opéra comme Dardanus de Jean-Philippe Rameau, Alceste de Christoph Willibald Gluck, Raoul Barbe-Bleue d'André Grétry et des recueils d'études, de solos ou de sonates représentant le répertoire français pour la harpe de la fin du XVIIIe siècle et de début du XIXe siècle.

### Legs Henry de Rouville
La famille d'Henry de Rouville a légué au Conservatoire en 1992 la bibliothèque du contreténor mort en 1988, élève d'Alfred Deller et auteur de La Musique anglaise dans la collection « Que sais-je ? ». Le fonds est constitué du répertoire pour voix de haute-contre ou de contreténor.

### Legs Xavier Darasse
Le fonds Xavier Darasse a été dispersé à sa mort en 1992 entre les Conservatoire de Toulouse, de Paris et de Lyon. Il est constitué de lettres, textes manuscrits, imprimés ou microfilmés et de partitions parmi lesquelles Quasi una toccata de Gilbert Amy, Anarchipel [Archipel 5c] d'André Boucourechliev, Diagramme de Charles Chaynes, Pièce no 1 pour orgue de Jean-Pierre Guézec, Musique de jour de Betsy Jolas, Improvisation ajoutée de Mauricio Kagel, Volumina de György Ligeti, Étude aux objets de Pierre Schaeffer, la transcription pour orgue par Bernhard Haas du Sacre du Printemps d'Igor Stravinsky. Les partitions comportent les dédicaces manuscrites des compositeurs et les annotations de Xavier Darasse.

### Legs Béthenod
Ce fonds légué par un héritier comprend des méthodes pour piano, flûte ou basson éditées entre 1780 et 1800, des opéras de Niccolò Piccinni et Antonio Sacchini et une rareté, les Pièces de clavecin de Jacques Duphly éditées en 1744, 1748 et 1756.

### Legs Jane Bathori
Le fonds Jane Bathori a été donné au Conservatoire par la Bibliothèque nationale de France. Il comprend les mélodies portant les dédicaces manuscrites de Daniel-Lesur, Maxime Jacob, Darius Milhaud, Francis Poulenc, Henri Sauguet, Jean Wiéner.

## Salle de lecture
Outre les ouvrages du fonds Nadia Boulanger, sont notamment consultables ou en écoute en salle de lecture :

### Éditions monumentales
- Magnus Liber Organi de Notre-Dame de Paris, Edward H. Roesner (dir.), L'Oiseau-Lyre
- Corpus mensurabilis musicæ, Franck A. d'Accone (dir.), American Institute of Musicology, Hänsler, A-R Editions
- Hector Berlioz New edition of the complete works, Hugh Macdonald (dir.), Bärenreiter
- Œuvres complètes de Claude Debussy, François Lesure (dir.), Durand
- Souborné Kritické vydàni del Leose Janàcka, Jiri Fulkac, Bedrich Havlik (dir.), Bärenreiter
- New Josquin edition, Willem Elders (dir.), Vereniging voor Nerlandse Muziekgeschiedenis
- Oralando di Lasso sämtliche Werke : Neue Reihe, Académie royale de Belgique und Bayerische Akademie der Wissenschaften, Bärenreiter
- Jean-Baptiste Lully, œuvres complètes, Jérôme de La Gorce et Herbert Schneider (dir.), Association Lully, Olms
- Claudio Monteverdi opera omnia, Fondazione Claudio Monteverdi, Biblioteca statale e civica di Cremona e Scuola di paleografia et filologia musicale
- Opera omnia Jean-Philippe Rameau, Sylvie Bouissou (dir.), Billaudot
- Arnold Schönberg sämtliche Werke, Josef Rufer (dir.), Schott, Universal Edition

### Ouvrages de référence
- Grove et New Grove Dictionary of Music and Musicians, éditions de 1980 et 2002
- Musik in Gerschichte und Gegenwart, éditions de 1949 à 1979 et édition de 1994
- Dictionnario de la musica esoanola e hispanoamericana, édition de 1999
- Patrimoine musical régional français, édition de 1987

### Enregistrements sonores
- 4 000 disques compacts et une centaine de microsillons

### Périodiques
- 130 périodiques musicaux.

### Bases de données
- Grove Music Online
- Répertoire international de littérature musicale, de 1967 à nos jours
- Répertoire international des sources musicales, de 1600 à 1800
- Répertoire international de la presse musicale, de 1800 à 1950
- The Scholary Journal Archive (JSTOR)
- Music in Print

## Section de prêt
La section de prêt est ouverte aux étudiants, enseignants, personnel administratif du Conservatoire, de l'université Lumière-Lyon-II, du Conservatoire à rayonnement régional de Lyon, du Centre de formation des enseignants de la danse et de la musique, et plus largement aux musiciens et musicologues chercheurs. Elle rassemble, en 2005, 28 000 partitions, 6 750 ouvrages sur la musique, 3 800 livres sur la danse et les arts, 4 250 disques compacts, une vingtaine de cédéroms et un accès à plus de 200 sites internet spécialisés. En 2002, 42 126 documents étaient mis à disposition de 1 263 emprunteurs.